# P4HA2
La subunidad alfa-2 de prolil 4-hidroxilasa es una enzima que en humanos está codificada por el gen P4HA2 .
Este gen codifica un componente de la prolil 4-hidroxilasa, una enzima clave en la síntesis de colágeno compuesta por dos subunidades alfa idénticas y dos subunidades beta. La proteína codificada es uno de varios tipos diferentes de subunidades alfa y proporciona la mayor parte del sitio catalítico de la enzima activa. En el colágeno y proteínas relacionadas, la prolil 4-hidroxilasa cataliza la formación de 4-hidroxiprolina, que es esencial para el plegamiento tridimensional adecuado de las cadenas de procolágeno recién sintetizadas. Alternativamente, se han descrito variantes de transcripciones empalmadas que codifican diferentes isoformas.